# Cooper Union
La Cooper Union for the Advancement of Science and Art (Unió de boters per al desenvolupament de la ciència i de l'art) o sovint abreujat Cooper Union és un centre d'ensenyament superior situat al Lower Manhattan, a Nova York. Les infraestructures de la Cooper Union estan situades a l'East Village, a la rodalia del Cooper Square i de l'Astor Place, en un espai delimitat per la Tercera Avinguda i els carrers 6 i 9. El centre concedeix diplomes d'arquitectura, d'enginyeria, i és clar d'art, i forma part de l'Association of Independent Colleges of Art and Design que reuneix trenta-sis escoles d'art repartides pel territori dels Estats Units.
És un dels colleges més selectius dels Estats Units, amb un percentatge d'admesos del 9%, estant entre els millors centres dels Estats Units. Amb una taxa d'estudiants diplomats del 70%, l'escola es reivindica com una de les que ofereixen el millor percentatge d'èxit entre els centres d'ensenyament superior dels Estats Units.
Una part molt important del pressupost de l'escola rau sobre donacions que provenen de poderoses associacions d'antics alumnes, tant en el sector públic com el privat. Un bon nombre d'antics alumnes de l'escola d'enginyers (School of Engineering) han esdevingut figures importants en l'àmbit de l'enginyeria, però també en l'àmbit polític, així com en organització governamentals. L'escola d'arquitectura i d'art per la seva banda, ha format nombrosos artistes i arquitectes destacables, com Herb Lubalin, Eva Hesse, John Hejduk, Chuck Hoberman, Daniel Libeskind o Milton Glaser.

## Història
La Cooper Union fou fundada el 1859, per l'industrial Peter Cooper, que va ser un prolífic inventor i un brillant empresari. Peter Cooper era fill d'un obrer, i havia rebut menys d'un any d'ensenyament escolar. Tanmateix, va esdevenir industrial i inventor, i és ell que va concebre i construir la primera locomotora de vapor dels Estats Units. Cooper va fer fortuna amb una fàbrica de cola, i una foneria de ferro. Aleshores, va utilitzar els seus talents d'empresari en projectes immobiliaris amb èxit, les assegurances, el ferrocarril i la telegrafia. Va ser també candidat a la presidència del país al final dels anys 1860, mentre era el principal inversionista i primer president de la Newfoundland & London Telegraph Co., va intentar un dels projectes més monumentals del segle XIX: el primer cable a travessar l'oceà Atlàntic. Cooper va inventar també la gelatina amb l'ajut de la seva esposa, Sarah, que va afegir fruites al que havia de ser el cèlebre Jello.
La Cooper Union començà per ensenyar gratuïtament a adults, en cursos de nit de ciències aplicades, dibuix arquitectural, fotografia, telegrafia, màquina d'escriure i mecanografia, però només per a les dones. Tota discriminació basada en la "raça" o la religió o el sexe era expressament prohibida. Horace Greeley i William Cullen Bryant van formar part de les primeres promocions.
Aquests cursos gratuïts (essencials en la història dels Estats Units, i l'origen de la formació continuada) es van transformar aleshores en tres escoles diferents component la Cooper Union for the Advancement of Science and Art: la School of Art (escola d'art), l'Irwin S. Chanin School of Architecture (escola d'arquitectura) i l'Albert Nerken School of Engineering (escola d'enginyers). Thomas Edison i Felix Frankfurter van estudiar també a la Cooper Union, i és a l'escola que la National Association for the Advancement of Colored People així com la Creu Roja van ser creades. Susan Anthony hi tenia també les seves oficines.
L'objectiu de Cooper era de donar als joves talentosos el que els havia mancat: una bona educació. Volia també fer possible el desenvolupament dels talents que, si no, s'haurien pogut perdre. El seu somni, proposar un ensenyament "igual als millors" s'ha fet realitat. D'ençà 1859, la Cooper Union ha format milers d'artistes, arquitectes, i enginyers, dels quals alguns són líders en els seus àmbits respectius.